# ОФК Ком (Берковица)
Вижте пояснителната страница за други значения на Ком.
ОФК Ком е български футболен отбор от град Берковица. Основан е през 1957 г. В Берковица футболът има 92-годишна история, а през 1962 година „Ком“ получава правото да играе в зона „Мизия“. През 1972 г. се класира за Северната Б група. През сезон 1973/74 завършва на 10-о място, което е и най-големия успех на отбора. Участва в първенството на Северната Б група до 1977 г. През 1986 г. достига до четвъртфинал за Купата на Съветската армия. С подкрепата на кмета и секретаря на община Берковица, отборът влиза в Северозападната В група. Играе домакинските си мачове на градския стадион, с капацитет 6000 зрители и размери 90 на 55 м. Основните екипи на отбора са червени, а резервните са в бяло.

## Успехи
- Носител на Купата на аматьорската футболна лига през 2007/08 г.
- Четвъртфиналист за Купата на Съветската армия през 1985/86 г.
- 1/32-финалист за купата на страната през 1975/76 и 1976/77 г.
- 10 място в Северната Б група през 1973/74 г.

## Изявени футболисти
- Георги Милотинов
- Даниел Панайотов
- Стилиян Богданов
- Филип Воденичаров
- Радослав Видов
- Трифон Георгиев
- Йохан Петков
- Румен Панайотов
- Георги Генков
- Богдан Николов
- Ангел Любомиров
- Ивайло Григоров
- Асен Стефанов
- Димитър Диков
- Валентин Найденов
- Валентин Георгиев
- Калоян Караджинов
- Велислав Андонов
- Иван Стоянов
- Александър Николов
- Цветко Милотинов
- Коста Костов
- Иван Георгиев
- Калин Статков
- Саша Антунович
- Илиан Антонов